# Phytologia
Phytologia is een botanisch tijdschrift dat sinds 1933 verschijnt. De botanici Henry A. Gleason en Harold N. Moldenke zijn de oprichters van het tijdschrift. 
Jaarlijks verschijnen drie nummers van het tijdschrift. Naast het tijdschrift in gedrukte vorm, zijn artikelen vanaf 2006 via de website vrij beschikbaar in PDF. Nummers van 1933 tot 2009 zijn beschikbaar gemaakt via de Biodiversity Heritage Library.
In het tijdschrift verschijnen artikelen met betrekking tot plantensystematiek, fytogeografie en ecologie. 